# Nam Ogan Komering Ulu
Nam Ogan Komering Ulu là một regency (huyện) thuộc tỉnh Nam Sumatra, Indonesia. Huyện lị nằm tại Muaradua. Huyện được thành lập từ năm 2004 trên cơ sở điều chỉnh địa giới hành chính của tỉnh Nam Sumatra và dân số năm 2010 là 318.345 người trên diện tích 5.493,94 km².

## Hành chính
Nam Ogan Komering Ulu được chia tiếp thành 19 kecamatan (phó huyện/xã):
1. Banding Agung
2. Buana Pemaca
3. Buay Pemaca
4. Buay Pematang Ribu Ranau Tengah
5. Buay Rawan
6. Buay Runjung
7. Buay Sandang Aji
8. Kisam Ilir
9. Kisam Tinggi
10. Mekakau Ilir
11. Muaradua
12. Muaradua Kisam
13. Pulau Beringin
14. Runjung Agung
15. Simpang
16. Sindang Danau
17. Sungai Are
18. Tiga Dihaji
19. Warkuk Ranau Selatan